# Bert Bruijn
H.B. (Bert) Bruijn (Haarlem, 29 januari 1949 – 8 augustus 2015) was een Nederlands politicus van de PvdA.
Hij was van 1974 tot 1994 lid van de gemeenteraad van Haarlem en was daarnaast in die gemeente van 1986 tot 1990 wethouder. Daarna was Bruijn van 1995 tot 2007 lid van de Provinciale Staten van Noord-Holland terwijl hij in die periode tevens eigenaar/directeur was van een adviesbureau dat zich onder andere richt op het gebied van klassieke, monumentale schepen.
In februari 2007 werd Bruijn benoemd tot burgemeester van de gemeente Haarlemmerliede en Spaarnwoude. Eind januari 2013 gaf hij aan het burgemeesterschap op te willen geven om daarna als vrijwilliger actief te worden bij ontwikkelingssamenwerkingsprojecten in de Zimbabwaanse stad Mutare; met deze stad in het geboorteland van zijn tweede vrouw heeft Haarlem een stedenband. De gemeente Haarlemmerliede en Spaarnwoude droeg eind 2012 Pieter Heiliegers voor als zijn opvolger en op 1 februari 2013 volgde die Bruijn op.
Bruijn overleed in de zomer van 2015 in Zimbabwe op 66-jarige leeftijd.